# 小現礁

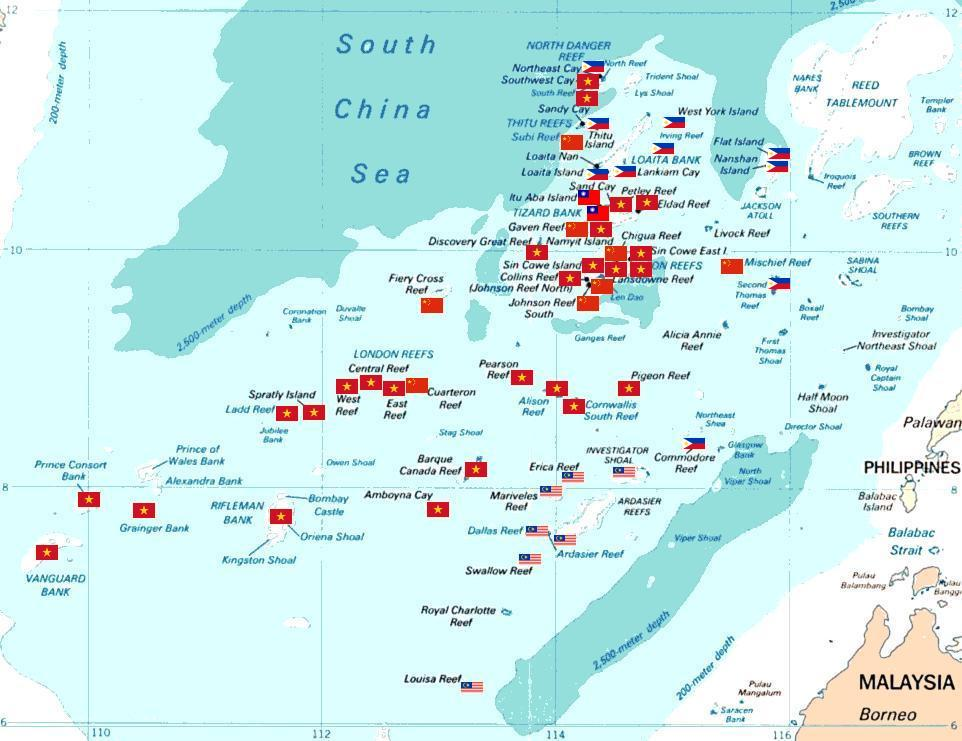
南沙諸島における南シナ海周辺諸国の実効支配状況

小現礁（英語：Discovery Small Reef／小発現礁、ベトナム語：Đá Nhỏ / 𥒥𡮈）は、南沙諸島のティザード堆（英語：Tizard Banks、中国語: 鄭和群礁）の南西にある環礁である。大現礁から18.5キロ離れている。丸形サンゴ礁をして、直径は600メートル。東部は深さが320メートルから330メートルまで、西部は深さが390メートルを超えず、深海に囲まれている。
1988年からベトナムが小現礁を実効支配しているが、中華人民共和国と中華民国（台湾）も主権を主張している。